# Nanodiodes
Nanodiodes is een geslacht van kevers uit de familie van de loopkevers (Carabidae). De wetenschappelijke naam van het geslacht is voor het eerst geldig gepubliceerd in 1996 door Bousquet.

## Soorten
Het geslacht Nanodiodes omvat de volgende soorten:
- Nanodiodes australasiae (Chaudoir, 1882)
- Nanodiodes birmanicus (Bates, 1892)
- Nanodiodes lilliputanus (W.J.Macleay, 1888)
- Nanodiodes piceus Nietner, 1856
- Nanodiodes sexstriatus (Sloane, 1900)
- Nanodiodes westermanni (Laferte-Senectere, 1851)